# Chuck Mrazovich
Charles "Chuck" Mrazovich (Ambridge, Pensilvania; 26 de febrero de 1924-Hialeah, Florida; 8 de noviembre de 2020) fue un jugador de baloncesto estadounidense que disputó una temporada en la NBA, además de jugar en la ABL y la NPBL. Con 1,96 metros de estatura, jugaba en la posición de alero.

## Trayectoria deportiva

### Universidad
Jugó durante cuatro temporadas con los Colonels de la Universidad de Kentucky Oriental, en las que promedió 12,3 puntos por partido. En sus dos últimos años fue incluido en el mejor quinteto de la Ohio Valley Conference.

### Profesional
Fue elegido en la trigésimo tercera posición del Draft de la NBA de 1950 por Indianapolis Olympians, con los que jugó 26 partidos en los que promedió 3,4 puntos y 1,6 rebotes por partido. Tras ser despedido, acabó la temporada en los Anderson Packers de la NPBL, donde fue el segundo mejor anotador del equipo, tras Red Owens, promediando 14,4 puntos por partido.
En 1951 fichó por los Wilkes-Barre Barons de la ABL, con los que jugó dos temporadas, en las que promedió 13,3 y 12,6 puntos respectivamente.

## Estadísticas de su carrera en la NBA

### Temporada regular
| Temporada | Edad | Equipo                 | Liga | P  | TIT | MIN | TC  | TCA | %TC  | 3P | 3PA | %3P | TL  | TLA | %TL  | R.OF. | R.DEF. | REB | ASIS | ROB | TAP | PER | FP  | PTS |
| 1950-51   | 26   | Indianapolis Olympians | NBA  | 25 |     |     | 1.1 | 3.2 | .350 |    |     |     | 1.2 | 1.9 | .604 |       |        | 1.6 | 0.5  |     |     |     | 2.1 | 3.4 |
| Total     |      |                        | NBA  | 25 |     |     | 1.1 | 3.2 | .350 |    |     |     | 1.2 | 1.9 | .604 |       |        | 1.6 | 0.5  |     |     |     | 2.1 | 3.4 |